# Charles Tilstone Beke
Charles Tilstone Beke (Stepney, Londres, 10 de octubre de 1800 - Bromley, 31 de julio de 1874) fue un viajero, geógrafo y crítico bíblico inglés. 

## Biografía

### Primeros años
Hijo de un comerciante de la City de Londres, durante unos años Beke se dedicó a actividades mercantiles. Más tarde estudió derecho en Lincoln's Inn, y durante un tiempo ejerció como abogado, pero finalmente se dedicó al estudio de temas históricos, geográficos y etnográficos.
Los primeros frutos de las investigaciones de Beke aparecieron en su obra Origines Biblicae or Researches in Primeval History, publicada en 1834. Fue un intento de reconstruir la historia temprana de la raza humana a partir de datos geológicos, y provocó una tormenta de oposición por parte de los defensores de la lecturas tradicionales del Libro del Génesis. En reconocimiento al valor de la obra, la Universidad de Tubinga le confirió el grado de PhD.

### Expediciones por África
Entre 1837 y 1838, Beke ocupó el cargo de cónsul británico interino en el reino de Sajonia. Desde ese momento hasta su muerte, su atención se dedicó en gran medida a los estudios geográficos, principalmente del valle del Nilo. Con la ayuda de amigos, visitó Etiopía en relación con la misión a Shewa enviada por el gobierno indio bajo el liderazgo del mayor William Cornwallis Harris.  Exploró Gojjam y otras regiones del sur hasta ese momento desconocidas para los europeos. Entre otros logros, Beke fue el primero en determinar, con cierta precisión científica, el curso del río Abay (Nilo Azul). Los valiosos resultados de este viaje, que le ocupó de 1840 a 1843, los dio a conocer en una serie de artículos en publicaciones científicas, principalmente en el Journal of the Royal Geographical Society.
A su regreso a Londres, Beke volvió a dedicarse al comercio, pero ocupó todo su tiempo libre con estudios geográficos y afines. En 1848 planeó una expedición desde la costa oriental del continente africano, frente a Zanzíbar, para descubrir las fuentes del Nilo. La expedición comenzó pero logró poco. Sin embargo, la creencia de Beke de que el Nilo Blanco era la corriente principal demostró ser precisa mediante las exploraciones posteriores.
En 1856 intentó, sin éxito, establecer relaciones comerciales con Etiopía a través de la ciudad portuaria de Massawa. En 1861-1862 él y su esposa viajaron por Siria y Palestina, y fueron a Egipto con el objeto de promover el comercio con África Central y el cultivo del algodón en Sudán. En 1865, intentó visitar Etiopía para negociar con el emperador Teodoro II la liberación de los cautivos británicos. Al enterarse de que los cautivos habían sido liberados, Beke se volvió, pero Teodoro volvió a arrestar al grupo. Beke proporcionó mucha información valiosa a la expedición militar enviada para efectuar su liberación, y sus diversos servicios al gobierno y a la investigación geográfica le fueron reconocidos con la concesión de quinientas libras en 1868 por el secretario para la India, y la concesión de una pensión civil de cien libras en 1870. 
En 1874 emprendió un viaje a Egipto con el propósito de determinar la posición real del monte Sinaí. Beke pensaba que este monte estaba en el lado este del golfo de Áqaba, y su viaje lo convenció de que su punto de vista era correcto. Sin embargo, no consiguió la aceptación general. Beke murió ese mismo año en Bromley, condado de Kent.

## Honores
Fue miembro de la Royal Geographical Society, y por sus contribuciones al conocimiento de Etiopía recibió su medalla de oro al fundador, y en 1846 la medalla de oro de la Sociedad Geográfica Francesa. A raíz de la concesión de la misma medalla a otro explorador de Etiopía, Antoine Thomson d'Abbadie, con quien había sostenido una polémica por alguna de sus declaraciones, Beke devolvió la medalla francesa.

## Obras
Los escritos de Beke son muy numerosos. Entre los más importantes, además de los ya mencionados, se encuentran An Essay on the Nile and its Tributaries [Un ensayo sobre el Nilo y sus afluentes] (1847), The Sources of the Nile  [Las fuentes del Nilo] (1860) y The British Captives in Abyssinia [Los cautivos británicos en Abisinia] (1865). 

### Lista de obras
- [Charles Tilstone Beke en Internet Archive «On the Alluvia of Babylonia and Chaldaea»]. The London and Edinburgh Philosophical Magazine (en inglés): 426-432. 1839.
- «Abyssinie – Extrait d’une lettre du Dr Beke, datée d’Ankobar, capitale du royaume de Choa». Bulletin de la Société de géographie. 2 (París) 15: 373-376. 1841.. — Carta fechada el 3 de marzo de 1841.
- «Lettre de M. Ch. T. Beke au rédacteur des Nouvelles annales des voyages». Nouvelles annales des voyages. 2 (París) 3: 223-230. 1846.. — Lettre concernant Antoine d'Abbadie d'Arrast et la rivière Godjeb.
- «An Essay on the Nile and its Tributaries». The Journal of the Royal Geographical Society of London (en inglés) 17: 1-84. 1847.
- «Lettre de M. Beke adressée au président de la Société de géographie». Bulletin de la Société de géographie. 3 (París) 8: 356-362. 1847..— Carta fechada el 27 de noviembre de 1847.
- «Sur l’origine des Galla». Nouvelles annales des voyages. 2 (París) 3: 118-119. 1847.
- «Mémoire justificatif en réhabilitation des pères Pierre Paez et Jérôme Lobo, missionnaires en Abyssinie, en ce qui concerne leurs visites à la source de l’Abaï (le Nil) et à la cataracte d’Alata – première partie». Bulletin de la Société de géographie. 3 (París) 9: 145-186. 1848.
- «Mémoire justificatif en réhabilitation des pères Pierre Paez et Jérôme Lobo, missionnaires en Abyssinie, en ce qui concerne leurs visites à la source de l’Abaï (le Nil) et à la cataracte d’Alata – deuxième partie». Bulletin de la Société de géographie. 3 (París) 9: 209-239. 1848.
- «On the Origin of the Gallas». British association for the avancement of science (en inglés): 1-8. 1848.
- «Note de M. Ch.-T. Beke sur le cours inférieur du Godjeb». Bulletin de la Société de géographie. 3 (París) 10: 315-317. 1849.
- «Observations sur la communication supposée entre le Niger et le Nil». Nouvelles annales des voyages. 2 (París) 2: 186-194. 1849.
- J. Madden, ed. (1850). [Charles Tilstone Beke en Internet Archive An enquiry into M. Antoine d'Abbadie's journey to Kaffa, in the years 1843 and 1844, to discover the source of the Nile] (en inglés) (1.ª edición). Londres. p. 56.
- J. Madden, ed. (1851). [Charles Tilstone Beke en Internet Archive An enquiry into M. Antoine d'Abbadie's journey to Kaffa, in the years 1843 and 1844, to discover the source of the Nile] (en inglés) (2.ª (1850) edición). Londres. p. 78.
- [Charles Tilstone Beke en Internet Archive «A summary of recent Nilotic discovery»]. Philosophical Magazine (en inglés) II: 250-268. 1851.
- [Charles Tilstone Beke en Internet Archive «Returning the gold medal of the geographic society of France»]. Bulletin de la Société Géographique (en inglés): 1-5. 1851.
- J. Madden, ed. (1860). The Sources of the Nile – Being a General Survey of the Basin of that River and its headstreams (en inglés). Londres. p. 15.
- Taylor & Francis, ed. (1862). The French and English in the Red Sea (en inglés). Londres. p. 29.
- Longmans, ed. (1867). The British Captives in Abyssinia (en inglés). Londres. p. 398.
- Trübner & Cie, ed. (1872). Jesus the Messiah (en inglés). Londres. p. 310.
- Tinsley Bros., ed. (1873). Mount Sinai a Volcano (en inglés). Londres. p. 48.
- Emily Beke (1878).  Trübner, ed. The Late Dr. Charles Beke's Discoveries of Sinai in Arabia and of Midian (en inglés). si. Londres. p. 606.